# Martinsburg (Virginia Occidentale)
Martinsburg è una città degli Stati Uniti d'America, situata nella Contea di Berkeley, nello Stato della Virginia Occidentale.

## Infrastrutture e trasporti
La città è servita dal servizio ferroviario suburbano Maryland Area Regional Commuter.